# 科内利斯·乔治·布雷

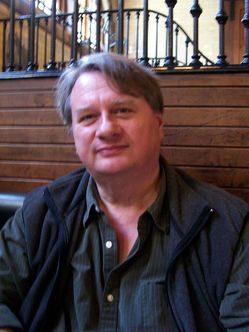

科内利斯·乔治·布雷 (英語：Cornelis George Boeree；1952年1月15日—2021年1月5日)，是美国心理学家及西盆斯贝格大学名誉教授，专門研究人格心理學和心理学史。

## 生平
出生在荷蘭阿姆斯特丹鄰近的巴德霍维多普，1956年他與父母和弟弟移居美国紐約並成長。在1972年與朱迪·科瓦里克结婚，並育有三女。 1980年在俄克拉荷马州立大学取得博士学位。
他是首位公開心理学线上文本的人， 自1997年開始他免费向学生和其他感兴趣人士開放提供。 現其已被翻译成德语、 西班牙语， 和保加利亚語。也是新共同语言发明者，並自1998年起在互联网推廣。

## 外部連結
- 官方网站